# Back from Samoa
Back from Samoa ist das zweite Album der US-amerikanischen Punkband Angry Samoans. Es wurde 1982 auf dem bandeigenen Label Bad Trip Records veröffentlicht.

## Titelliste
1. Gas Chamber (Saunders/Turner) – 2:09
2. The Todd Killings (Saunders/Turner) – 0:38
3. Lights Out (Saunders/Turner) – 0:52
4. My Old Man's a Fatso (Saunders) – 1:32
5. Time Has Come Today (Joseph Chambers/Willie Chambers) – 2:07
6. They Saved Hitler's Cock (Jeff Dahl/Homer/Turner) – 1:40
7. Homo-Sexual (J. Falwell) – 0:52
8. Steak Knife (Saunders/Turner) – 1:00
9. Haizman's Brain Is Calling (Saunders/Turner) – 1:56
10. Tuna Taco (Homer) – 0:38
11. Coffin Case (Saunders) – 0:39
12. You Stupid Jerk (Saunders) – 0:23
13. Ballad of Jerry Curlan (Galligan/Turner/Vockeroth) – 3:08
14. Not of This Earth (Saunders/Turner) – 1:11

## Entstehungsgeschichte
Die Aufnahmen erfolgten in den renommierten Studios Quad Teck und Mystic Sound Studio in Los Angeles. Das Cover wurde vom Fotografen Ronn Spencer gestaltet, der u. a. auch für die Sex Pistols tätig war und heute Grafikdesign und Fotografie an der University of Arizona lehrt. Spencer betrieb in den späten 1970er-Jahren ein Label namens White Noise Recordings, auf dem die Angry Samoans-Vorgängerband VOM veröffentlichten.
Kurze Zeit nach Veröffentlichung des Albums veröffentlichte die Band unter dem Pseudonym The Queer Pills unter Angabe eines fiktiven Labels ältere Versionen einiger Stücke aus Back from Samoa als EP mit dem Titel The Depraved. Diese quasi anonyme Veröffentlichung sollte den Radio-DJ Rodney Bingenheimer, einen Star der Musikszene von Los Angeles, mit dem die Band seit 1980 eine Fehde führte, dazu bringen, in seiner Show unbewusst ein Stück der Angry Samoans zu spielen. Der Plan ging nicht auf.
Back from Samoa, das ursprünglich nur als Vinyl-LP existierte, wurde 1990 von Triple X Records als CD neu aufgelegt.

### Einzelne Titel
Lights Out
Der Song Lights Out wurde von zahlreichen Bands gecovert, so von den Spermbirds (1987), The Accüsed (1988), The Mighty Mighty Bosstones (1993) und Pig Destroyer (2012).
They Saved Hitler's Cock
An They Saved Hitler's Cock hat Jeff Dahl mitgeschrieben, der außerdem für das Lied Ballad of Jerry Curlan den Bass eingespielt hat. Das Lied brachte Gregg Turner nach eigenen Angaben in berufliche Schwierigkeiten, als er in seiner Zeit als Mathematiklehrer an einem College in Santa Fe von mehreren Schülerinnen als ehemaliger Angry-Samoans-Musiker erkannt wurde, woraufhin diese zur Verwirrung ihrer Mitschüler den Titel des Stückes intonierten. Da der Schulleitung die Zusammenhänge nicht bekannt waren, wurde Turner einbestellt, um sich zu erklären.
Ballad of Jerry Curlan
Das Stück Ballad of Jerry Curlan geht auf einen ehemaligen Mitschüler von Gregg Turners kleinem Bruder Ron zurück. Jerry Kurlan (der Name wurde aus rechtlichen Gründen leicht verändert) wurde von Turners Mutter gegenüber den Bandmitgliedern als leuchtendes Vorbild in Sachen Lebensführung hingestellt. Im Song stellt die Band Aussagen der Mutter, die von Saunders gesungen werden, ihren eigenen Einschätzungen zum Charakter Kurlans gegenüber, die in Form von immer abstruser werdenden Beleidigungen von der Band geschrien werden.

## Rezeption
Gleichermaßen positiv wie negativ hervorgehoben wurden die Geschmacklosigkeit und Aggressivität der Liedtexte. LA Weekly hob den Humor der Band hervor und wählte Back from Samoa auf Platz 20 ihrer Liste der größten L.A.-Punk-Alben. Der Musikkritiker Robert Christgau vergab die Wertung A und hob den Humor der Texte sowie die eingängigen Melodien hervor. Das Musikmagazin Punknews bezeichnete Back to Samoa als „mit Sicherheit eines der eingängigsten, lustigsten und unflätigsten Punkalben aller Zeiten“. Die Band spiele auf dem Album präzise und druckvoll, und Saunders’ Stimme habe einen rotzigen Charme, der an Milo Aukerman erinnere. Der Musikjournalist George Hurchalla führt das Stück Ballad of Jerry Curlan als Referenz dafür an, dass einige Bands der sich eher ernst gebenden Hardcore-Szene durchaus über Humor verfügten.